# Robert Plaga
Robert Plaga, né le 21 juillet 1978 à Brno en Tchécoslovaquie, est un homme politique tchèque. Il est ministre de l'Éducation, de la Jeunesse et des Sports du 13 décembre 2017 au 17 décembre 2021. Il fut auparavant de 2015 à 2017 vice-ministre de l’éducation, de la jeunesse et des sports, conseiller régional de la Région de la Moravie méridionale en 2016 et enfin conseiller municipal de la ville de Brno de 2014 à 2018.

## Vie
Il est diplômé du lycée Jan Blahoslav à Ivančice. Il étudie l'administration publique, les finances, les impôts et la comptabilité à la faculté d'économie et de gestion de l'université Mendel de Brno de 1997 à 2002. Il étudie de 2002 à 2010 en politique économique et administration et y obtient un diplôme.
Il commence sa carrière de 2007 à 2010 comme consultant et conférencier chez Eurion ainsi qu’au sein de l’association civique également chez Eurion. Il est, entre 2009 et 2011, consultant chez  RBE Consult .
Il enseigne depuis 2002 à l'Université Mendel de Brno. En 2009 à la Faculté de commerce et d’économie de l'Université de Brno, ainsi qu'en 2013 à la Faculté de développement régional et d'études internationales. Il a aussi été brièvement à la tête de l’Institut de développement régional et d’administration publique en 2011.
En décembre 2011, il a rejoint le ministère de l'Éducation, de la Jeunesse et des Sports de la République tchèque, où il devient directeur principal de la Section de la gestion du programme opérationnel de l'UE à la compétitivité et à la recherche et développement au service de l'innovation.
Il quittera cependant le ministère quelques jours plus tard. Il a justifié cela en disant que ses idées sur la gestion professionnelle de l'ordre du jour du bureau ne coïncidaient pas avec celles du ministère.
De 2012 à 2015, il occupe le poste de directeur du centre de transfert de technologie de l'Université de Mendel de Brno.
Il vit à Brno, à Medlánky.

## Carrière politique
Il est membre du mouvement ANO 2011. Aux élections aux conseils municipaux de la République tchèque de 2014, il est élu représentant de la ville de Brno sous l’étiquette ANO 2011. Il ne se représente pas lors des élections municipales de 2018.
En février 2015, il devient vice-ministre de l’Éducation, de la Jeunesse et des Sports. Il y est responsable du département de l'enseignement supérieur, des sciences et de la recherche.
Aux élections régionales de 2016, il est élu  représentant de la région de Moravie du Sud pour le mouvement ANO 2011. Cependant, en raison de la règle de la double fonction (étant également vice-ministre), il démissionne de son mandat local en novembre 2016.
Fin novembre 2017, il est cité comme candidat au poste de ministre de l'Éducation, de la Jeunesse et des Sports dans le premier gouvernement d'Andre Babiš.
Le 13 décembre 2017, le président Miloš Zeman le nomme à ce poste.
À la fin du mois de juin 2018, Andrej Babiš lui propose à nouveau le ministère de l'Éducation dans son second gouvernement et le 27 juin 2018, le président Miloš Zeman le reconduit   dans ses fonctions.
Il rencontre en début d’année 2019 le directeur du service de renseignement BIS Michal Koudelka pour discuter de l'enseignement de l'histoire dans les écoles tchèques.